# Tyriobapta laidlawi
Tyriobapta laidlawi – gatunek ważki z rodziny ważkowatych (Libellulidae).